# Painted Desert Trail
Ne doit pas être confondu avec Painted Desert Rim Trail.
Le Painted Desert Trail est un sentier de randonnée américain dans le comté de La Paz, en Arizona. Protégé au sein de l'Imperial National Wildlife Refuge, il est lui-même classé National Recreation Trail depuis 2005.